# Trigonotis myosotidea
Trigonotis myosotidea là loài thực vật có hoa trong họ Mồ hôi. Loài này được (Maxim.) Maxim. miêu tả khoa học đầu tiên năm 1881.